# Slavianka (Saràtov)
|  | Per a altres significats, vegeu «Slavianka». |

Slavianka (en rus: Славянка) és un poble (un possiólok) de l'óblast de Saràtov, a Rússia, segons el cens del 2010 tenia 359 habitants. Pertany al districte municipal de Voskressénskoie.